# Cluster (Programmiersprache)
Cluster ist eine Programmiersprache, die Anfang der 1990er von Thomas Pfrengle und Ulrich Sigmund (StoneWare) für das Amiga-Graphikkartensystem EGS entwickelt wurde.
Sie ist ein Dialekt der Programmiersprache Modula-2 mit Anleihen aus Oberon (objektorientierte Elemente) und Ada (Ausnahmebehandlung).

## Eigenschaften
- strenge und statische Typen
  - Ordinale Typen: Ganze Zahlen, Aufzählungen, Zeichen, Wahrheitswerte
  - Unterbereiche ordinaler Typen
  - Mengen über ordinalen Typen
  - Felder mit ordinalen Typen für Indizes
  - Gleitkommazahlen
  - Texte
  - Tags, eine Besonderheit des Amiga-Betriebssystems: Paare aus einer Eigenschaft und einem Parameter
  - Datenverbünde und Objekte
  - Unterprogramme und Funktionen
- Module
- Generische Module ohne Maschinencodevervielfältigung
- Objektorientierung (Mehrfachvererbung in Ansätzen)
- automatische Freigabe von Ressourcen, wie Speicher, Fenster, Dateizugriffen usw.; es kann allerdings leicht passieren, dass Ressourcen zu früh freigegeben werden
- Ausnahmebehandlung (Exceptions)
- nebenläufige Programmierung in Ansätzen (Threads)
- Unterstützung von Aufrufen von AmigaOS-Funktionsbibliotheken
- maschinennahe Programmierelemente (Abfrage von Prozessorflags, eingebettete Assemblerprogramme)

## Projekte
Die wohl bekanntesten mit Cluster realisierten Projekte sind
- die objektorientierte grafische Benutzeroberfläche von EGS,
- die Cluster-Entwicklungsumgebung und
- ein Klangverarbeitungsprogramm namens Assampler.